# Onion skinning

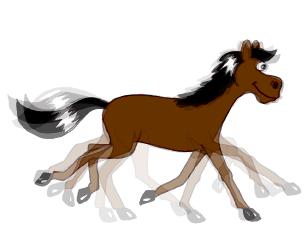
Onin skin mostrando uma ilustração com as 3 películas anteriores visíveis.

Onion skinning é o processo que permite visualizar o quadro anterior como se ele estivesse sob uma película de casca de cebola. Esta técnica originou-se dos animadores tradicionais que usavam a pele da cebola para ver os desenhos subjacentes, copiando algumas partes deles e alterando outras para dar a impressão de que algumas delas estariam fixas e outras se movendo.
Uma tradução mais aproximada de Onion Skinning para o Português (brasileiro) seria Papel Vegetal. Ou seja, fazer o desenho de cada quadro de animação sobrepondo-os com folha de papel vegetal, tanto para fazer os quadros posteriores como para comparar com os anteriores. Por fim, também é uma técnica para "decalcar" desenhos e transportá-los para folhas de papel opaco.
Vale citar que foi um ex-sócio de Disney que introduziu o uso de fotocópia para agilizar o processo de desenho de quadros intermediários. O animador fazia o quadro-principal, (foto)copiava-o e fazia alterações nas áreas de movimento. Assim era feito nos quadros seguintes. Ao final, os desenhos copiados e retocados eram "passados a limpo", para produção dos acetatos (na animação tradicional). Hoje programas computador para animação já incorporam esse recurso para visualizar quadros feios e malfeitos, intermediários, seja com o nome de "Onion Skinning", papel vegetal ou transparência.